# 권민재 (2001년 3월)
권민재(2001년 3월 19일 ~ )는 대한민국의 축구 선수로, 포지션은 수비수이다.